# خولیو فورچ
خولیو فورچ (اسپانیایی: Julio Furch‎؛ زادهٔ ۲۹ ژوئیهٔ ۱۹۸۹) بازیکن فوتبال اهل آرژانتین است.

## باشگاهی
از باشگاه‌هایی که در آن بازی کرده‌است می‌توان به باشگاه ورزشی سن لورنسو آلماگرو و باشگاه فوتبال آرسنال ساراندی اشاره کرد.